# Catàleg IKEA
El catàleg IKEA és un catàleg publicitari, publicat cada any, que mostra el conjunt dels productes de la fàbrica de mobles sueca IKEA. Ix durant l'estiu i s'envia per correu, encara que també es troba disponible en les diferents botigues de la companyia. Té entre tres-centes i quatre-centes pàgines, i presenta de cinc mil a deu mil referències.
El primer fullet de venda, IKEA news, aparegué l'any 1949. Solament a Suècia, tenia llavors quatre pàgines i se n'imprimiren 250 000 exemplars. Després se'n distribuïren 198 milions d'exemplars amb 61 edicions diferents, en 29 llengües i a 39 països diferents. La seua fabricació i distribució constitueix un 70% del pressupost publicitari anual de l'empresa. S'han distribuït, segons les fonts, de dues a tres vegades més exemplars de catàlegs IKEA que d'exemplars de la Bíblia. Les filials compren el catàleg a la casa mare. Açò representa un 50% del seu pressupost de màrqueting.
Certes edicions lingüístiques del catàleg són disponibles, d'ençà dels anys 2010, en versió electrònica per a telèfons intel·ligents de tipus Android i iPhone i per a tauleta tàctil de tipus iPad.